# Hjulby Sogn
Hjulby Sogn er et sogn i Kerteminde-Nyborg Provsti (Fyens Stift).
Den første kirke i Hjulby blev revet ned i 1555, og sogneboerne skulle søge Nyborg Vor Frue Kirke. Den nuværende Hjulby Kirke blev i 1883 indviet som filialkirke til Vor Frue Kirke. Hjulby blev i 1893 udskilt som Nyborg Land (Hjulby) Kirkedistrikt. Det blev opslugt af Nyborg Sogn i 1957.
Hjulby (Nyborg Landsogn) sognekommune, der hørte til Vindinge Herred i Svendborg Amt, blev ved kommunalreformen i 1970 indlemmet i Nyborg Kommune.
Da kirkedistrikterne blev afskaffet 1. oktober 2010, blev Hjulby Kirkedistrikt udskilt som det selvstændige Hjulby Sogn.